# Привет, монстр!
«Привет, монстр!» (кор. 너를 기억해) — южнокорейский телесериал с Со Ингуком, Чан Нара, Чхве Вонёном и Пак Погомом в главных ролях. Транслировался на телеканале KBS2 с 22 июня по 11 августа 2015 года каждый понедельник и вторник в 21:55.
Несмотря на низкие рейтинги шоу, как зрители, так и критики высоко оценили сюжет и игру актёров, в особенности Пак Погома.

## Сюжет
Гениальный профайлер Ли Хён (Со Ингук) возвращается домой в Корею после того, как что-то из присланного ему дела вызывает воспоминание, которое, как он думал, потерял навсегда. Без его ведома один из членов его команды, детектив Чха Джиан (Чан Нара), некоторое время расследовала это дело. Она знает, что отец Ли Хёна был убит, а брат исчез при загадочных обстоятельствах с участием преступника по имени Ли Джунён (Чхве Вонён / То Гёнсу), которого они оба хотят найти и посадить в тюрьму. Каждый стремится разгадать дело, не подозревая, что искусный игрок втянул их в опасную игру «кошки-мышки» и что правда и зло ближе и гораздо более запутаны, чем они думают.

## В ролях

### В главных ролях
- Со Ингук в роли Ли Хёна / Дэвида Ли
  - Хон Хёнтхэк в роли юного Ли Хёна

Ли Хён был «странным ребенком», который привлёк внимание своего отца, полицейского инспектора, который позже поместил его в маленькую комнату, чтобы он не порождал преступные мысли. Позже Ли Хён учится за границей и становится известным профессором. Как ни странно, он теряет свои детские воспоминания, и ряд событий заставляет его вернуться в Южную Корею. Там он пытается раскрыть многочисленные дела об убийствах, которые кажутся связанными друг с другом, чтобы найти своего давно потерянного младшего брата, которого он считает серийным убийцей.
- Чан Нара в роли Чха Джиан
  - Пак Чисо в роли юной Чха Джиан

Отец Чха Джиан таинственным образом исчез вместе с Ли Джунёном, осужденным заключённым, который, как говорят, сбежал. Она становится инспектором полиции и знакомится с Ли Хёном, мальчиком, которого преследует с детства. Схожие обстоятельства сводят их вместе, когда они работают над раскрытием уголовных дел.
- Чхве Вонён в роли Ли Джунхо / Ли Джунён
  - То Гёнсу в роли молодого Ли Джунёна

Рожденный в результате изнасилования, Джунён в детстве был брошен. Вскоре он стал убийцей, который в конце концов сбежал из тюрьмы. 20 лет спустя он вернулся под именем Ли Джунхо.
- Пак Погом в роли Чон Сонхо / Ли Мин
  - Хон Ынтхэк в роли юного Ли Мина

Ли Мин в детстве был в близких отношениях с Ли Хёном и часто доверял ему свои самые темные секреты. Позже он чувствует себя брошенным, так как ошибочно думал, что его бросил брат после того, как их отец был убит. Позже он появляется почти 20 лет спустя под именем Чон Сонхо.